# AW de l'Ossa Major
AW de l'Ossa Major (AW Ursae Majoris) és un estel variable de la constel·lació de l'Ossa Major. Situat prop del límit amb Lleó, es localitza a 3º d'Alula Australis (ξ Ursae Majoris) i a igual separació de 62 Ursae Majoris. Es troba a 215 anys llum del Sistema Solar.
AW Ursae Majoris ha estat tradicionalment classificat com un estel binari de contacte, és a dir, la proximitat entre ambdós components fa que comparteixin les seves capes exteriors. No obstant això, estudis recents assenyalen que en realitat els estels no estan en contacte —no arriben a omplir els seus lòbuls de Roche—, però sembla existir un anell lluminós de matèria que abasta tot el sistema. El tipus espectral de AW Ursae Majoris és F0 o F2 i el període orbital d'aquest binari és de 0,4387 dies. La temperatura efectiva del primari és de 6980 K. És un dels sistemes on la relació entre les masses de les components és menor (q ~ 0,10), semblant al de ε Coronae Australis i GR Virginis.
L'actual estel primari —el més massiu— té una massa aproximada de 1,6 masses solars i una lluminositat 6,6 vegades major que la del Sol, i és un estel proper a la seqüència principal. Per la seva banda, l'actual estel secundari pràcticament ha esgotat l'hidrogen en el seu nucli, i es pensa que és un estel molt més evolucionat. Amb una massa inicial entorn de 1,5 masses solars, va perdre probablement la major part de la seva massa al llarg de la seva evolució, i una gran part d'aquesta massa és transferida a l'actual primari. Conseqüència d'aquest procés és la seva reduïda massa actual, compresa entre 0,14 i 0,18 masses solars. En un futur, després de perdre una fracció gran del seu moment angular, aquest sistema binari pot evolucionar cap a una variable FK Comae Berenices.
AW Ursae Majoris és un binari eclipsant del tipus W Ursae Majoris. La seva lluentor varia entre magnitud aparent varia entre +6,83 i +7,13 al llarg del període de 0,4387 dies.